# گل فردوس
گل فردوس (نام علمی: Euphorbia grantii)، از جنس فرفیون و تیره فرفیونیان محسوب می‌شود و بومی مناطق استوایی آفریقا، به‌ویژه در مالاوی، کنیا و اوگاندا است.[۴] در ارتفاعات ۵۰۰ تا ۲۱۰۰ متری رشد کرده و ارتفاع آن به ۵ و عرض آن به ۳ متر می‌رسد. در بسیاری از مناطق استوایی دیگر نیز معرفی شده است.
این گیاه دارای جوره‌های مختلف مانند فردوس برگ سبز و برگ بنفش است.این گیاه از طریق کاشت بذر و یا قلمه‌زدن تکثیر می شود. شیره این گیاه در صورت خورده شدن یا برخورد داخلی باعث بروز حساسیت خارش و درد می‌شود.

## نام
لقب خاص به افتخار کاوشگر جیمز آگوستوس گرانت (James Augustus Grant) است.[۲] در ابتدا توسط دانیل الیور (Daniel Oliver) در سال ۱۸۷۵ توصیف شد.[۳] این گیاه نام رایج بوته شیر آفریقایی (African milk bush) را دارد. مترادف Synadenium grantii نیز رواج است.

## نور
گیاه فردوس به نور مستقیم و نورغیرمستقیم مقاوم است. این گیاه به نور فراوان و گردش هوا نیاز دارد و درصورت عدم برآورده شدن نور مناسب گیاه دچار رشد علفی می‌شود.

## آبیاری
گیاه فردوس از گروه ساکولنت‌ها محسوب می‌شود و چون بومی مناطق خشک است نیاز کمی به آب دارد.
با توجه به دما و میزان رطوبت پس از خشک شدن کامل خاک با آب بدون املاح آبیاری شود. گیاه فردوس نیازی به افشانه آب ندارد.

## خاک
گیاه فردوس به خاک ماسه‌ای و سبک نیاز دارد. ترکیبات خاک ساکولنت‌ها با گیاهان آپارتمانی متفاوت است.
برای ترکیب خاک فردوس می‌توان از مخلوط زغال، ماسه شسته، پیتماس، سنگریزه و سایر ترکیبات مثل پرلیت و لیکاپون نیز می‌توان استفاده کرد.

## کاربرد
گل فردوس گیاه خانگی نیز می‌باشد و اغلب به‌عنوان یک گیاه پرچین و نشانگر گور سنتی در میان مردمان مرکزی کنیا (کیکویو، کامبا و غیره) رشد می‌کند.[۵] در سال ۱۹۵۲ در طی شورش مائو مائو، لاتکس سمی این گیاه برای کشتن گاو استفاده شد.[۶]

## نگارخانه

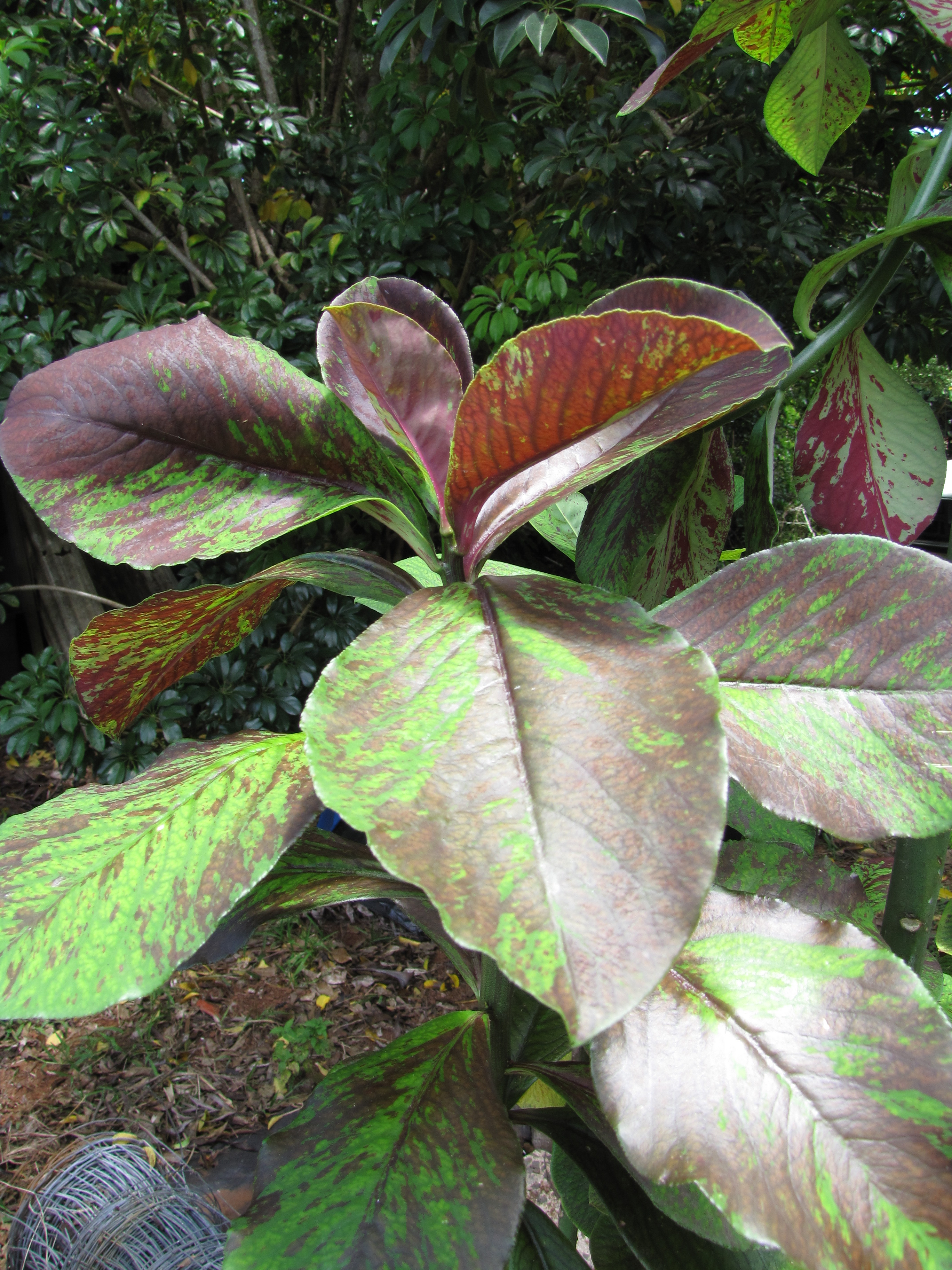
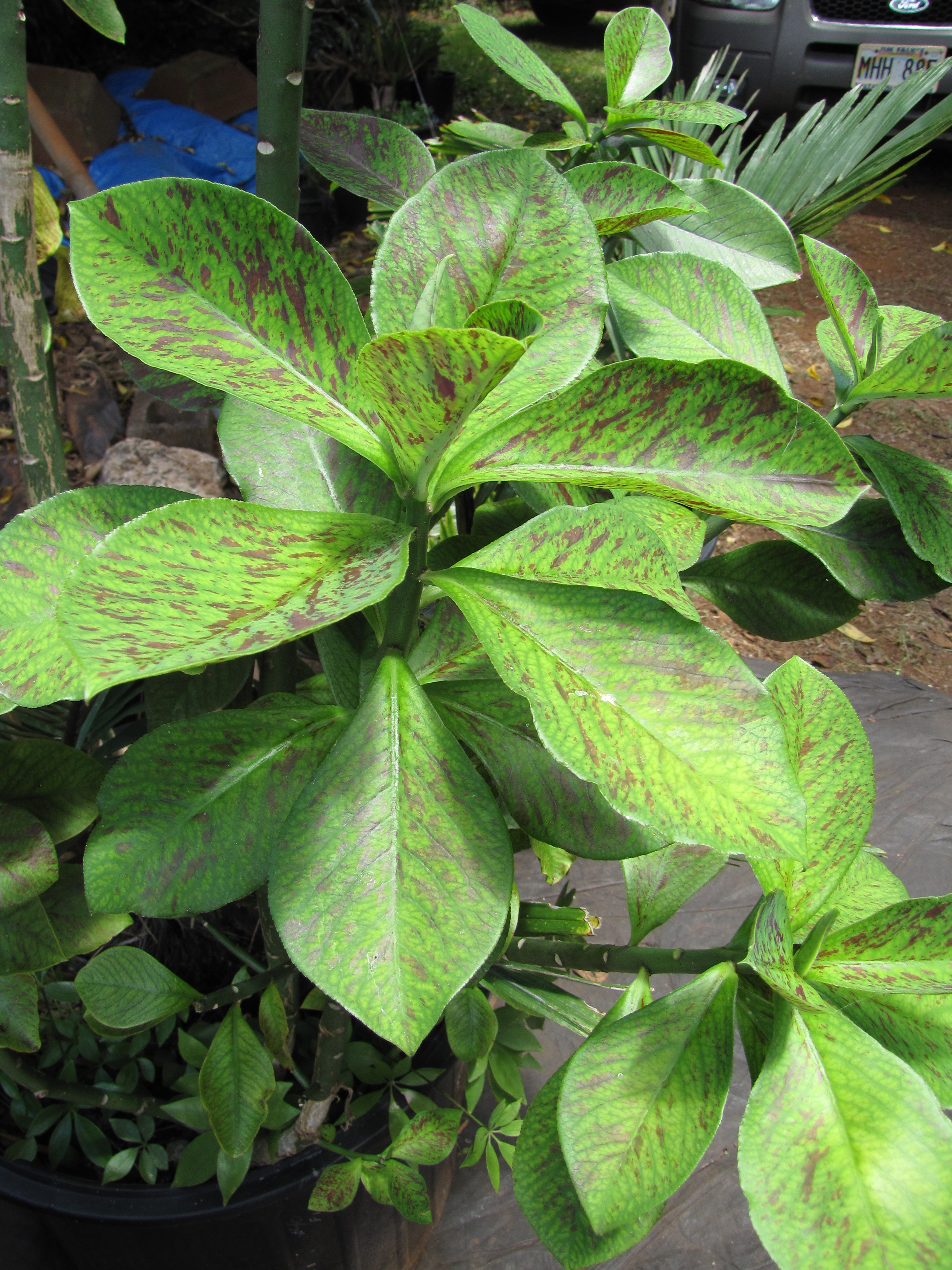
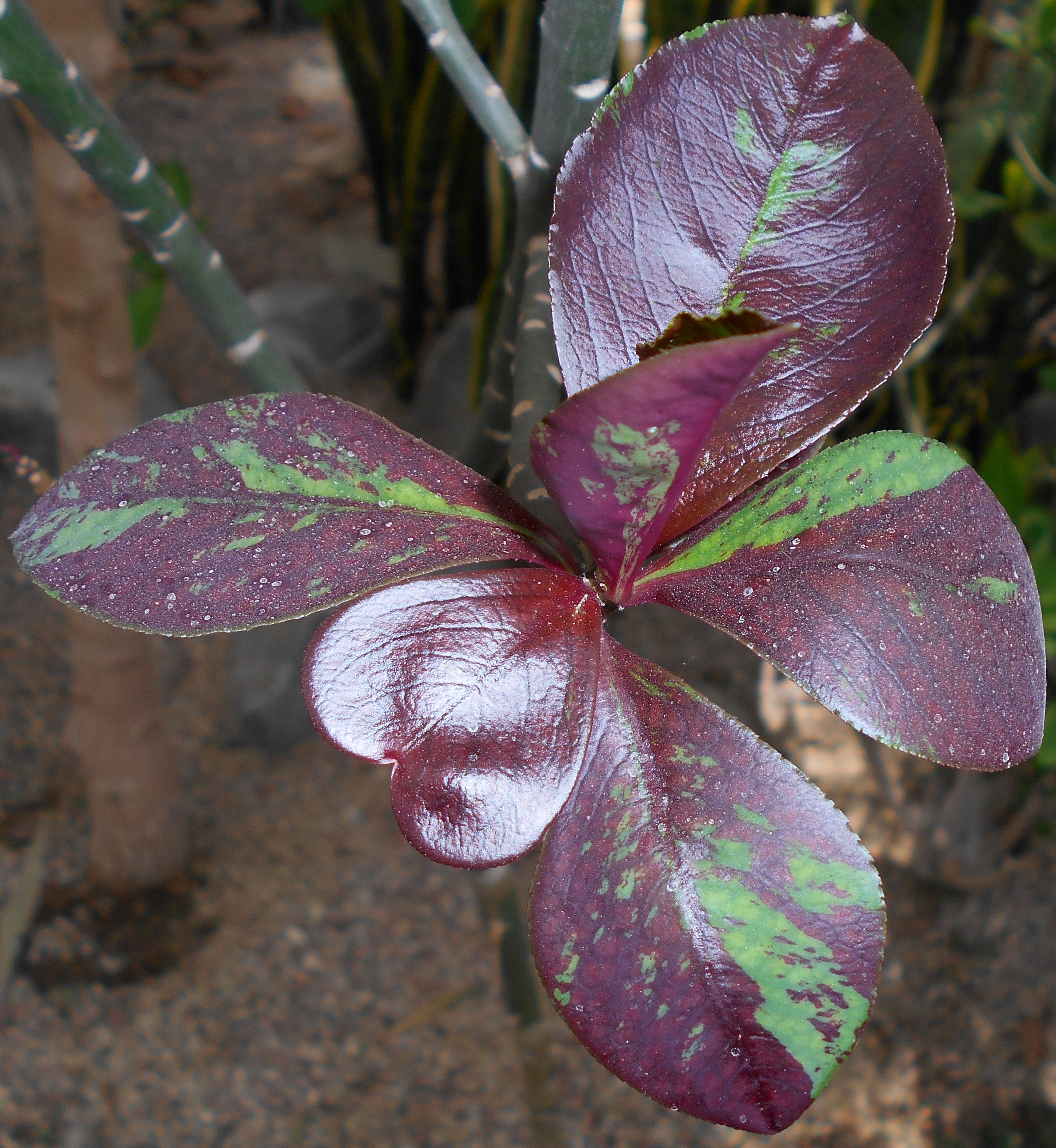
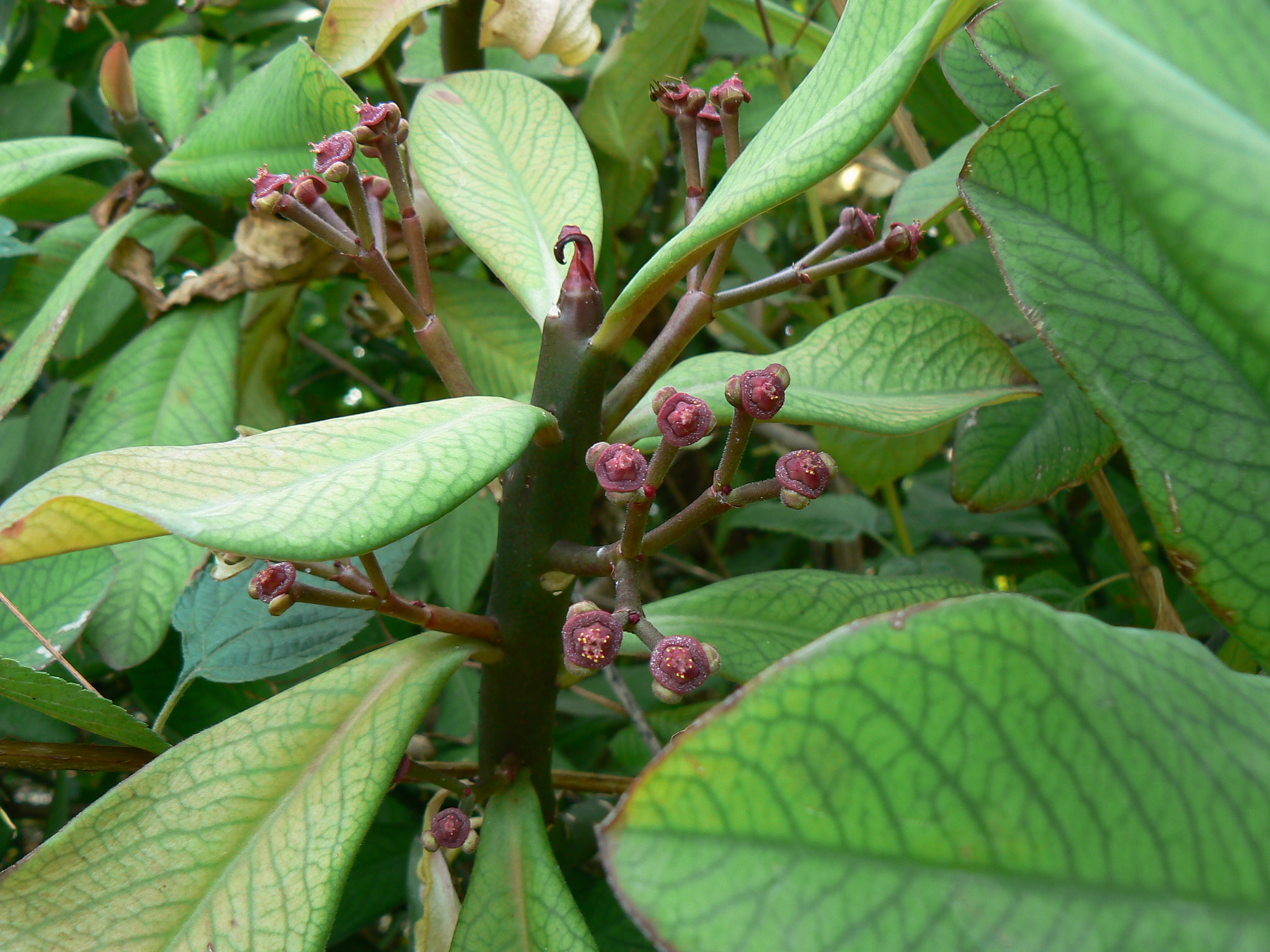